# Veronica capsellicarpa
Veronica capsellicarpa là một loài thực vật có hoa trong họ Mã đề. Loài này được Dubovik miêu tả khoa học đầu tiên.